# Pál Teleki (piłkarz)
Pál Teleki (ur. 5 marca 1906, zm. 1985) – rumuński i węgierski piłkarz występujący na pozycji napastnika. Uczestnik mistrzostw świata 1934. W Rumunii znany jako Pavel Teleky.

## Kariera piłkarska
Pál Teleki był wychowankiem drużyny AMEF Arad. Potem grał w klubach Chinezul Timișoara i Bocskai FC, gdzie zakończył karierę piłkarską.
Pál Teleki miał na koncie występy zarówno w reprezentacji Rumunii (1 mecz), jak i Węgier (8 występów i 2 bramki). W 1934 wystąpił na Mistrzostwach Świata.